# Jean-Baptiste Pillement

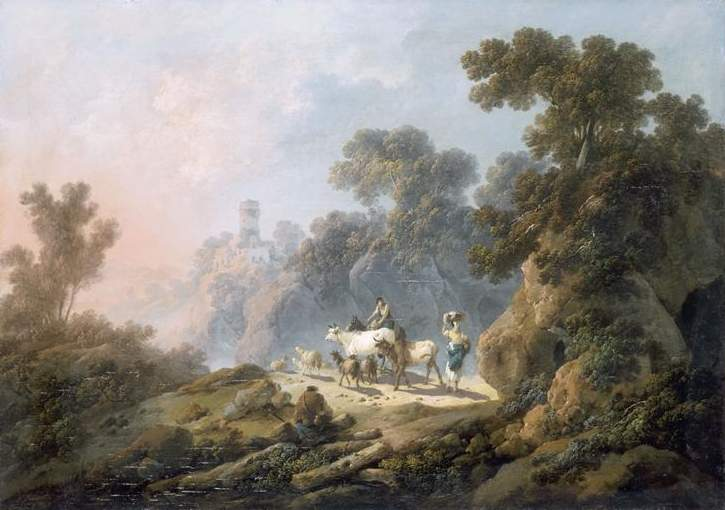
Jean-Baptiste Pillement – Krajobraz z bydłem (Luwr)

Jean-Baptiste Pillement (ur. 24 maja 1728 w Lyonie, zm. 26 kwietnia 1808 tamże) – francuski malarz i projektant. Jest znany ze swoich subtelnych i delikatnych pejzaży, ale jego rola zależy przede wszystkim od grafik tworzonych na podstawie jego dzieł i ich wpływu na popularyzację stylu rokoko, a zwłaszcza upodobania dla chinoiserie, w Europie.
Pillement urodził się w Lyonie i miał wyjątkowo kosmopolityczną karierę. Przeniósł się z Paryża, gdzie pracował w fabryce Gobelin, do Lizbony. Po trzęsieniu ziemi w 1755 istniała potrzeba odbudowy miasta, co stworzyło wiele możliwości dla artystów. Pillement pracował w Queluz oraz dla holenderskiego konsula, popularnego kolekcjonera sztuki Jana Gildemeestera.
Pillement spędził osiem lat w Anglii, w pełni wykorzystując angielskie zamiłowanie do pejzaży. Tam zainspirowały go obrazy Nicolaesa Berchema. Pillement zaznajomił się z Davidem Garrickiem, sławnym aktorem, oraz jego austriacką żoną Evą Marią Weigel, którzy byli kolekcjonerami jego dzieł w Anglii.
Pillement udał się następnie w 1763 do Wiednia, zaś w 1765 roku do Warszawy, gdzie dekorował Zamek Królewski oraz Zamek Ujazdowski, co było jego największym projektem, wykonanym na zlecenie Stanisława Augusta Poniatowskiego. Pracował też w Petersburgu, Piemoncie, Mediolanie, Rzymie, Wenecji i w końcu udał się do Paryża, by pracować dla Marii Antoniny w Petit Trianon.
Podczas rewolucji francuskiej w 1789 Pillement przeniósł się do Pézenas w Langwedocji. Pod koniec życia powrócił do Lyonu, gdzie czynił projekty dla przemysłu jedwabnego i wykładał w Akademii założonej przez Napoleona.
Ilustracje Pillementa są mieszaniną fantastycznych ptaków, roślin i zwierząt, postaci ludzkich oraz chinoiserie. Jego projekty były używane przez grafików i dekoratorów na porcelanie i ceramice, ale też tekstyliach, tapetach i srebrach. Pillement odkrył w 1764 roku nową metodę zadrukowywania jedwabiu trwałymi kolorami (opisał ją w swych Wspomnieniach). Opublikował wiele albumów, jeden z nich to Œùvre de fleurs, ornements, cartouches, figures et sujets chinois z 1776.